# Матевский, Матея
Матея Матевский (макед. Матеја Матевски; 13 марта 1929, Стамбул — 6 июня 2018) — македонский поэт, театровед и переводчик, академик Македонской академии наук и искусств.

## Биография
По происхождению православный албанец из Македонии. Окончил философский факультет университета в Скопье, работал редактором на радио, с 1967 года работал директором радио и телевидения в Скопье. Был профессором истории мировой драматургии и профессором на факультете драматического искусства в Скопье.
Своим первым поэтическим сборником «Дожди» Матея Матевский открыл новую эпоху в македонской лирике, которая старалась освободиться от провинциальной закомплексованности, фольклорного эпигонства и исчерпанного набора поэтических средств.
В основном в сборнике «Липа» чувствуется влияние Гарсии Лорки, произведения которого Матевский переводил. Одним из основных символов в творчестве Матгвского является вода как стихия жизни, трава как стихия неподдающегося и дерево, камень и корень как символы прочного общения с родной землей. Одной из основных тем его творчества является тема возвращения в мир детства, на родину, к природе. В стихах переплетается рефлексивность с медитативностью, сюрреалистические методы и романтика.
Матея Матевский занимался также театральной критикой.